# Distrito de Tuzla

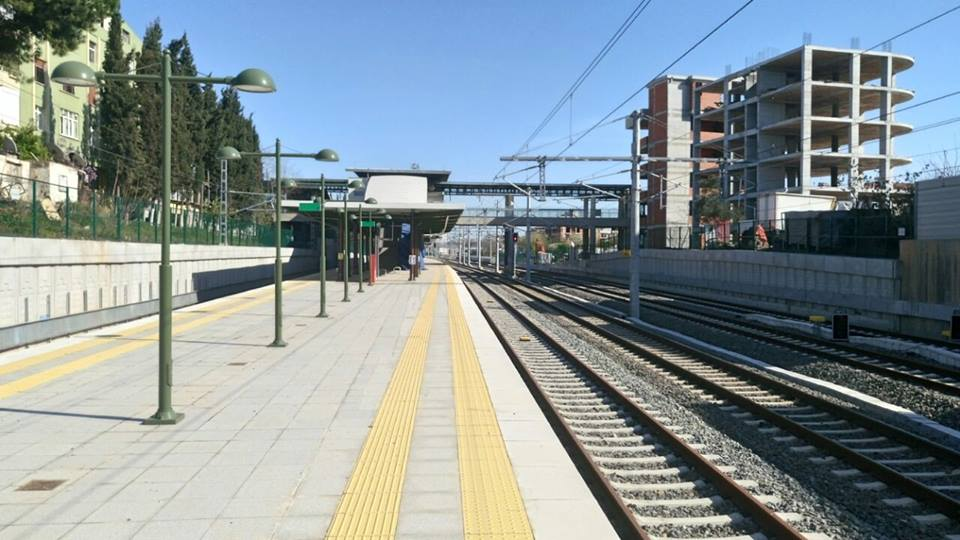
Estación del tren de Tuzla.

Tuzla es un distrito de Estambul, Turquía, situado en la parte anatolia de la ciudad. Cuenta con una población de 170.453 habitantes (2008).